# 1766 au théâtre
| Années du théâtre : 1763 - 1764 - 1765 - 1766 - 1767 - 1768 - 1769    |
| Décennies du théâtre : 1730 - 1740 - 1750 - 1760 - 1770 - 1780 - 1790 |

## Événements
- 30 mai : ouverture du Bristol Old Vic, le plus ancien théâtre royal du Royaume-Uni encore en activité[1].

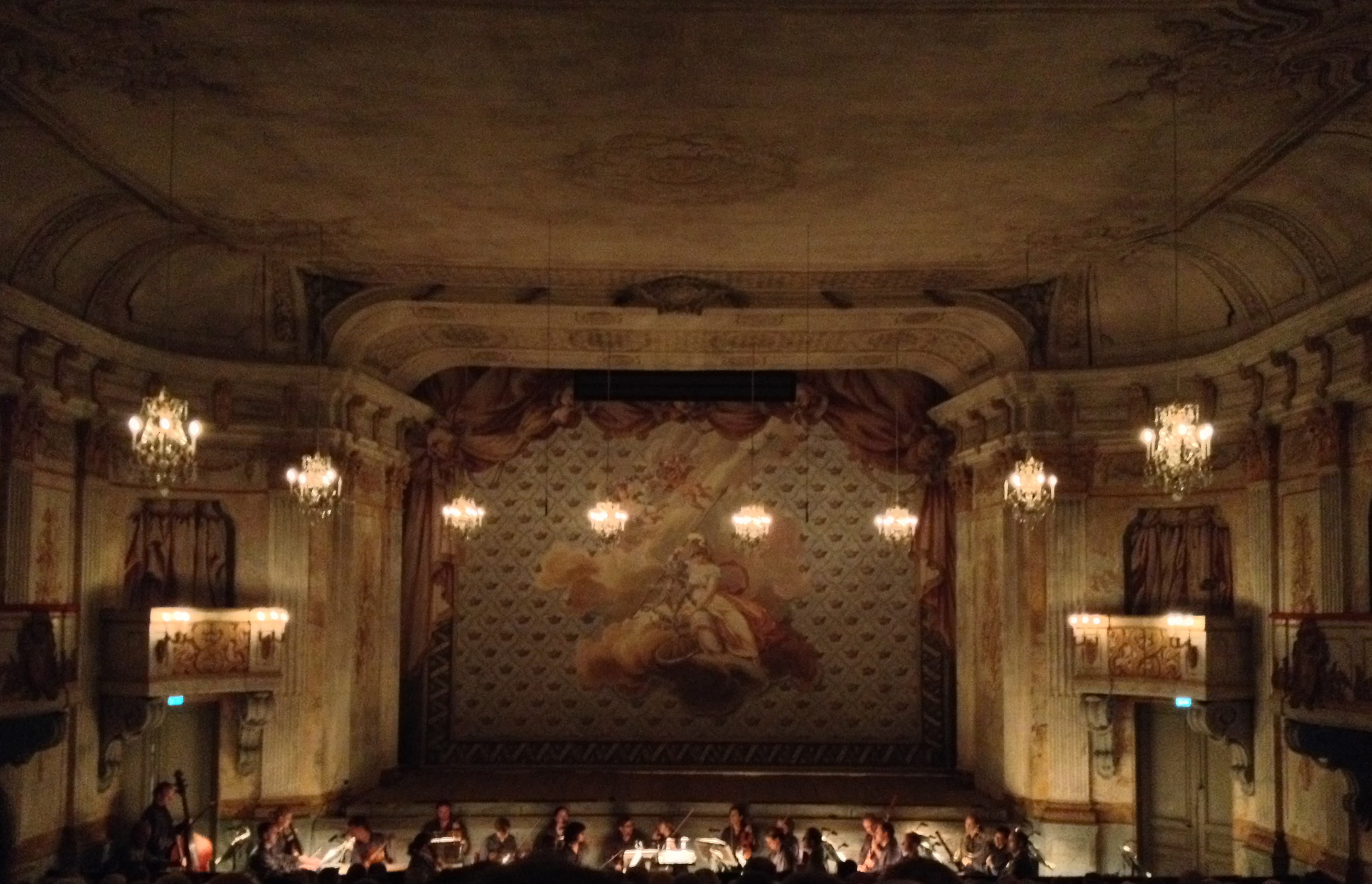
Intérieur du théâtre du château de Drottningholm.

- 28 octobre : inauguration à Stockholm en Suède du théâtre du château de Drottningholm, dont la construction par l'architecte Carl Fredrik Adelcrantz a commencé en 1764 à l'initiative du roi Gustave III[2].
- Inauguration du premier théâtre sur le sol des États-Unis, le Southwark Theatre (en) (aussi appelé Old Southwark Theatre) à Philadelphie.

## Pièces de théâtre publiées
- Michel-Jean Sedaine, Le philosophe sans le savoir. Comédie en prose et en 5 actes, Dresde, George Conrad Walther, 116 p.

## Pièces de théâtre représentées
- George Colman et David Garrick, The Clandestine Marriage, comédie, Londres, théâtre royal de Drury Lane.

## Naissances
- 1er janvier : Antoine-Vincent Arnault, poète et auteur dramatique français, mort le 16 septembre 1834.
- 19 février : William Dunlap, dramaturge, acteur et historien du théâtre américain, mort le 28 septembre 1839.
- 22 avril : Armand Croizette, librettiste et auteur dramatique français, mort le 20 janvier 1841.
- 15 mai : Anne-Adrien-Firmin Pillon-Duchemin, auteur dramatique français, mort le 27 février 1844.
- 17 novembre : Jean-Joseph Mira, dit Brunet, acteur comique et directeur de théâtre français, mort le 21 février 1853.
- 28 décembre : Marie-Anne-Florence Bernardy-Nones, dite Mademoiselle Fleury, actrice française, sociétaire de la Comédie-Française, morte le 23 février 1818.
- Date précise inconnue :
  - Juste Chanlatte, journaliste et dramaturge haïtien, mort en 1828.
- Vers 1766 :
  - Eulalie Desbrosses, actrice française, sociétaire de la Comédie-Française, morte le 10 avril 1853.

## Décès
- 26 septembre : Frances Chamberlaine Sheridan, romancière et auteur dramatique anglaise, née en 1724.
- 23 décembre : Thomas-Simon Gueullette, écrivain, juriste et dramaturge français, né le 2 juin 1683.